# Campagne de défiance
La campagne de défiance ou campagne de résistance passive est une série de manifestations et d'actions de désobéissance civile organisées en Afrique du Sud en 1952 par le Congrès national africain (ANC) et le congrès indien sud-africain (SAIC) pour protester contre les lois de l'Apartheid. Annoncées lors de la conférence de l'ANC en décembre 1951 à Bloemfontein, ce sont les premières manifestations nationales et multiraciales du pays rassemblant plusieurs organisations politiques sous un patronage commun.

## Contexte
Constituée en 1910, l'Union de l'Afrique du Sud est un dominion britannique aux institutions parlementaires inscrites dans la tradition du système de Westminster. Seuls les blancs, démographiquement minoritaires, jouissent du suffrage universel. Si les populations coloureds ou indiennes bénéficient d'une franchise électorale dans la province du Cap, les droits civiques des populations noires sont rognées ou inexistants. En outre, la ségrégation raciale est légale et appliquée selon le principe du colour bar.
À la suite des élections générales sud-africaines de 1948, le parti national de Daniel François Malan accède au pouvoir avec l'Apartheid pour programme, c'est-à-dire l’institutionnalisation nationale et généralisé de la séparation des groupes de population selon des critères raciaux distinguant les Blancs (en haut de l'échelle sociale), les Coloureds, les Indo-asiatiques et les Noirs.
L'opposition syndicale et politique à l'apartheid commence à s'organiser en 1949. Le congrès national africain (ANC), un parti politique représentant les groupes de population noires (majoritaire dans le pays), passe à cette époque sous le contrôle de son aile radicale rassemblée dans sa ligue de jeunesse (African Congress Youth League - ANCYL). Ses dirigeants emblématiques sont alors Nelson Mandela, Walter Sisulu et Oliver Tambo. Le 17 décembre 1949, l'ANC adopte un programme d'action visant à une approche plus militante pour protester contre l'apartheid, obtenir le démantèlement de ses lois et l'instauration du suffrage universel à égalité pour tous les habitants d'Afrique du Sud .
En 1950, en partenariat avec le Congrès indien sud-africain (SAIC), l'ANC commence à faire, dans les townships du pays, la promotion puis l'organisation de manifestations, d'actions de masse, de boycotts, de grèves et d'actes de désobéissance civile. Durant cette année, environ 8 000 personnes sont arrêtées pour avoir transgressé ou défier les lois de l'Apartheid. Le 26 juin 1950, à l'appel de l'ANC, une première journée de grève nationale est organisée pour protester contre la loi interdisant le parti communiste et les organisations associées (Suppression of Communism Act). Le bilan est mitigé. De graves troubles éclatent un peu partout; les manifestants sont brutalement réprimés par la police (18 morts). De nombreux grévistes perdent aussi leurs emplois amenant l'ANC à créer un fonds d'entre-aide. Les manifestations annoncées pour avril 1952, date de l'anniversaire de l'arrivée en 1652 de Jan Van Riebeeck au Cap, se révèlent pour leur part assez dérisoires dans leur ensemble.

## Organisation de la campagne
En dépit du bilan mitigé des actions récentes, une campagne non violente de défiance est néanmoins annoncée et lancée le 26 juin 1952, en pleine année de la célébration nationale du tricentenaire de la fondation de la ville du Cap mais également jour anniversaire de la grève nationale organisée l'année précédente. Même si l'ANC a renoncé à une démonstration de force, ne fondant guère d'espoir en une action de masse, la police sud-africaine est informée et préparée à répondre avec des armes.
Dans les principales villes sud-africaines, quelques centaines et milliers de manifestants arborent les couleurs de l'ANC tandis que plusieurs d'entre eux brulent leurs passeports intérieurs (livret de travail leur permettant de travailler et circuler en zone blanche) ,,. Les transports sont boycottés, en particulier les bus. D'autres, essentiellement des équipes de volontaires organisés en petits groupes, défient ouvertement les autorités en fréquentant des lieux publics qui leur sont légalement interdits en raison de leur groupe racial. Ainsi, à Port Elizabeth, une trentaine de noirs entrent dans la gare par l'entrée réservée aux blancs avant d'être appréhendés par la police tandis qu'à Johannesburg, cinquante autres Noirs sont arrêtés pour infraction à la règle du couvre-feu qui leur interdit de circuler dans les rues après 23 heures. À Boksburg, le secrétaire général de l'ANC, Walter Sisulu, est arrêté pour avoir pénétré sans autorisation sur des terrains municipaux.
Dans les mois qui suivent, plusieurs milliers de personnes enfreignant la réglementation raciale sont arrêtées, emprisonnées ou condamnées à verser une amende. Les arrestations de manifestants pacifiques émeuvent une partie de l'opinion publique blanche mais, pour le gouvernement Malan, ces manifestations sont des actions illégales visant à instaurer le désordre et l'anarchie pour promouvoir le communisme. Les policiers reçoivent alors l’autorisation du ministre de la justice, Charles Swart, de tirer à vue sur les manifestants. De nombreuses interpellations et perquisitions sont effectuées. James Moroka, le chef de l'ANC est arrêté à Thaba 'Nchu dans l'État libre d'Orange, sous l'inculpation d'infraction à la loi sur la répression du communisme tout comme sont interpellés Nana Sita, président du Congrès indien du Transvaal et David Bopape, secrétaire du Congrès national africain. Les bureaux de l'ANC et de la SAIC sont perquisitionnés tout comme le sont les bureaux du correspondant de la revue américaine Time Magazine, Alexander Campbell, auteur d'un article contre la politique raciale du gouvernement sud-africain,.
En septembre, le Torch commando (un mouvement blanc d'opposition extra-parlementaire) lance un appel au Premier ministre pour réunir une conférence et rencontrer les responsables de la campagne de défiance. Ben Schoeman, ministre du travail, et Hendrik Verwoerd, ministre des affaires indigènes, répondent que le gouvernement n'a aucune intention de recevoir ou de discuter avec des gens qui enfreignent la loi .
Si les plus grandes villes du pays sont touchées par les manifestations, celles-ci ne touchent qu'une petite étendue du territoire sud-africain, principalement urbain et industriel, et le nombre de manifestants reste limité. Ces manifestations ne faiblissent cependant pas, en dépit des arrestations, et dégénèrent même de plus en plus en émeutes, parfois sanglantes. Le 9 novembre 1952, la police tire sur un groupe d'émeutiers noirs à Kimberley, tuant 14 personnes et en blessant 39 autres. Des troubles éclatent également à New Brighton et East London où, en périphérie des émeutes, des Blancs sont tués.
Sur un ensemble de 10 000 manifestants, 8 400, dont Nelson Mandela, auront été arrêtés quand la campagne de résistance passive prend fin en avril 1953. Quand James Moroka tente de plaider la conciliation avec le gouvernement, il est renversé par la ligue des jeunes du parti qui impose alors Albert Lutuli à la tête de l'ANC.

## Participants notables
- Annie Silinga
- Yusuf Dadoo
- Bettie du Toit
- Bertha Gxowa
- Ahmad Kathrada
- Albert Luthuli
- Elizabeth Mafekeng
- Nelson Mandela
- Bertha Mkhize
- Florence Mkhize
- Raymond Mhlaba
- Walter Sisulu

## Bilan
Le gouvernement durcit son arsenal répressif, instaure de nouvelles pénalités et fait adopter la Loi sur la sécurité publique (public safety act de 1953). Celle-ci autorise dorénavant le gouvernement à pouvoir suspendre les libertés individuelles, à proclamer l'état d'urgence et à gouverner par décrets.
Les objectifs de la campagne de défiance n'ont pas été atteints mais les manifestations ont démontré l'existence d'une opposition grandissante et croissante à l'apartheid au sein des populations de couleur. Son option non raciale a notamment permis à l'ANC de s'ouvrir aux Indiens et aux communistes blancs, mais les coloureds restent plus circonspects. Durant cette période, le parti passe de 7 000 à 100 000 adhérents. En outre, pour la première fois, l'apartheid est mise à l'ordre du jour de l'organisation des Nations unies qui nomme une commission d'investigation. C'est le début d'un processus qui finira par isoler diplomatiquement l'Afrique du Sud sur la scène internationale.
La campagne de défiance servira aussi de modèle pour les militants américains des droits civiques.